# Tonciu (okręg Marusza)
Tonciu – wieś w Rumunii, w okręgu Marusza, w gminie Fărăgău. W 2011 roku liczyła 954 mieszkańców.